# Barbus yongei
Barbus yongei е вид лъчеперка от семейство Шаранови (Cyprinidae). Видът не е застрашен от изчезване.

## Разпространение
Разпространен е в Кения.

## Описание
На дължина достигат до 5,6 cm.